# Mostek (zámek)
Zámek Mostek stával v obci Mostek v okrese Ústí nad Orlicí, nedaleko Brandýsa nad Orlicí.

## Historie
Ačkoliv obec Mostek je známa už od roku 1227, dlouhou dobu zde nebylo šlechtické sídlo. Až v roce 1724 začala Marie Terezie z Paaru v obci stavět zámek. Autory stavby byli Italové Donato Felice d’Allio (projektant) a Donato Morazzi (architekt). V roce 1730 nechal Mariin syn František Norbert z Trauttmansdorffu, který se vrátil z Itálie, stavbu zastavit, protože nebyl spokojen s její úrovní. Zámek tak byl ponechán svému osudu a zanikl.
Dnes se na místě zámku nachází pole bez jakýchkoliv stop po zástavbě.

## Popis
Jednalo se o jednopatrovou barokní budovu o půdorysu obdélníka, v průčelí s rizalitem. V zámku bývala také kaple.